# Kyenjojo
Kyenjojo is de hoofdplaats van het district Kyenjojo in het westen van Oeganda.
Kyenjojo telde in 2002 bij de volkstelling 15.377 inwoners.